# 日原站
日原站（日语：／ Nichihara eki */?）是位於島根縣鹿足郡津和野町枕瀨，西日本旅客鐵道（JR西日本）的山口線車站。
特急「超級隱岐」停靠此站。

## 歷史
- 1923年（大正12年）4月1日 - 山口線津和野站至石見益田站（現時：益田站）之間開通，此站啟用[1]。
  - 當時車站位於島根縣鹿足郡日原村（日语：日原町）枕瀨。
- 1934年（昭和9年）9月6日 - 省營自動車岩日線（出會橋 - 日原之間）開業，連接麻里布 - 岩國 - 日原之間[2]。
- 1946年（昭和21年）11月3日 - 日原村實施町制，變成日原町（日语：日原町）（第一次），車站地址變為島根縣鹿足郡日原町枕瀨。
- 1948年（昭和23年）9月21日 - 國營自動車岩日線（日原至津和野之間）開業[3]。
- 1954年（昭和29年）4月1日 - 隨著日原町（第二次）成立，車站地址變為島根縣鹿足郡日原町枕瀨。
- 1987年（昭和62年）4月1日 - 伴隨國鐵分割民營化，車站由西日本旅客鐵道（JR西日本）營運[4]。
- 2005年（平成17年）9月25日 - 隨著津和野町（第三次）成立，車站地址變成現時的地址。

曾經設有計劃連接此站和岩國站，路線名稱為岩日線。

## 車站構造
車站是一座地面車站，設有2面2線的相對式月台。上行月台側設有車站大樓。兩月台靠近益田一方設有站內平交道。
車站大樓內同時設有枕瀨簡易郵局和日原公民館枕瀨分館（枕瀨公民館）。
此站是由新山口站管理的簡易委託車站，日間設有售票業務。此站設有POS終端。
月台上書寫了「你好，星星之鄉」，站內設有黄道十二星座的展板。

### 月台
| 月台 | 路線    | 上下行 | 方向             |
| ---- | ------- | ------ | ---------------- |
| 1    | ■山口線 | 上行   | 津和野、山口方向 |
| 2    | ■山口線 | 下行   | 益田方向         |

月台上沒有月台編號。在檢票口上設有月台編號資訊。另外，上下行線可讓兩方向進站或出發。

## 利用狀況
以下為近年的乘車人次列表：
| 年度 | 1日平均 乘車人次 |
| ---- | ---------------- |
| 1999 | 132              |
| 2000 | 123              |
| 2001 | 105              |
| 2002 | 119              |
| 2003 | 116              |
| 2004 | 99               |
| 2005 | 85               |
| 2006 | 75               |
| 2007 | 70               |
| 2008 | 78               |
| 2009 | 71               |
| 2010 | 71               |
| 2011 | 71               |
| 2012 | 61               |
| 2013 | 43               |
| 2014 | 45               |
| 2015 | 52               |
| 2016 | 48               |
| 2017 | 52               |
| 2018 | 41               |

## 車站周邊
站前設有島根縣道225號線。於路軌對面設有國道9號。
- 杵築神社
- 日原天文台（日语：日原天文台） - 距離此站的直線距離約700米，實際經道路需要步行超過2公里[9]
- 枕瀨山（日语：枕瀬山） - 設有電視和FM的中繼局，也設有滑雪場
- 津和野町公所

## 巴士路線
「日原站」巴士站
石見交通
津和野溫泉 - 津和野站 - 日原站 - 日原診療所前 - 青原站 - 橫田站 - 益田站 - 益田醫光寺 《1日5往返班次》
六日市交通
日原站 - 舊柿木公所前 - 中七日市 - 六日市站 - 尤拉拉 《1日2往返班次》
津和野町營巴士
宮之前 - 日原站 - 日原（農協前） - 道之驛 《1日2往返班次》

## 相鄰車站
西日本旅客鐵道（JR西日本）
■山口線
- 特急「超級隱岐」停車站

青野山－日原－青原

## 注腳
1. 1 2  歴史でめぐる鉄道全路線 国鉄・JR 7号、13頁
2. ↑  「鉄道省告示第407号」『官報』1934年8月30日（國立國會圖書館數碼化收藏）
3. ↑  「運輸省告示第263号」『官報』1948年9月18日（國立國會圖書館數碼化收藏）
4. ↑  歴史でめぐる鉄道全路線 国鉄・JR 7号，15頁
5. ↑  Google Inc.  (地图). Google Inc. 2017-12-08  [2017-12-08].
6. ↑  Google Inc.  (地图). Google Inc. 2017-12-08  [2017-12-08].
7. ↑  島根縣統計書
8. ↑  Google Inc.  (地图). Google Inc. 2017-12-08  [2017-12-08].
9. ↑  . Mapion.   [2017-12-08]. （原始内容存档于2017-12-09） （日语）.
10. ↑   (PDF). 石見交通（日语：石見交通）. 2013-04-01  [2017-12-08] （日语）.[]
11. ↑   (PDF). 吉賀町. 2017-05-01  [2017-12-08]. （原始内容存档 (PDF)于2017-12-07） （日语）.
12. ↑  . 津和野町.   [2017-12-08]. （原始内容存档于2017-12-08） （日语）. 『町営バス（日原地域）』ページ内に掲載されている路線図画像
13. ↑   (PDF). 津和野町. 2017-04-01  [2017-12-08]. （原始内容 (PDF)存档于2017-12-08） （日语）.

## 外部連結
- 日原｜車站資訊：JR出門網 - 西日本旅客鐵道（日語）
- 郵局/Plaza枕瀨簡易郵局 （页面存档备份，存于）（日語）